# Opisthopus
Opisthopus is een geslacht van kreeftachtigen uit de klasse van de Malacostraca (hogere kreeftachtigen).

## Soort
- Opisthopus transversus Rathbun, 1893